# Hrabstwo Berkeley (Wirginia Zachodnia)
Hrabstwo Berkeley (ang. Berkeley County) – hrabstwo w stanie Wirginia Zachodnia w Stanach Zjednoczonych. Obszar całkowity hrabstwa obejmuje powierzchnię 321,58 mil² (832,89 km²). Według szacunków United States Census Bureau w roku 2010 miało 104 169 mieszkańców.
Hrabstwo powstało w 1772 roku. 

## Miasta
- Hedgesville
- Martinsburg[4]

## CDP
- Falling Waters
- Inwood[4]

| Populacja hrabstwa w poprzednich latach | Populacja hrabstwa w poprzednich latach |
| Rok                                     | Liczba ludności                         |
| --------------------------------------- | --------------------------------------- |
| 1980                                    | 46 846                                  |
| 1990                                    | 59 253                                  |
| 2000                                    | 75 905                                  |
| 2010                                    | 104 169                                 |